# Mikuláš Wurmser ze Štrasburku
Mikuláš Wurmser ze Štrasburku (před 1320? Štrasburk – pravděpodobně 1. listopadu 1363 Praha) byl malíř deskových obrazů a nástěnných maleb v období vrcholné české gotiky, významný dvorní malíř císaře Karla IV.

## Život
Do Čech přišel z Alsaska jako štrasburský měšťan. Oženil se s Anežkou, dcerou žateckého měšťana Martina Clugela. V roce 1357 pro ni, pro sebe a pro potomky koupil pozemkovou rentu od žateckého měšťana Jana Gebharda, vybíranou ze statku v dnes již zaniklé vesnici Košetice severně od Žatce. Do kontaktu se Žatcem se mohl dostat v souvislosti s nákupem domu Karlem IV. před rokem 1357. Nelze vyloučit, že Wurmsera panovník pověřil výzdobou interiéru domu.
Byl pražským měšťanem a členem malířského bratrstva. V letech 1350– po 1360 pracoval jako malř, nejméně od roku 1357 jako významný dvorní malíř Karla IV. v Praze a na Karlštejně, císař jej nazýval svým malířem a dvořanem pictor familiaris. Roku 1359 mu císař uvolnil disponování majetkem a napsal, že jej potřebuje k práci na "místech a hradech". Roku 1360 mu císař pronajal na doživotí dvorec Mořina nedaleko Karlštejna. Byl ženatý, ale o potomcích není nic známo. Pravděpodobně je totožný s malířem Mikulášem, který byl v Praze zavražděn roku 1363.

## Dílo
Provedl část nástěnné výzdoby na hradě Karlštejně, v kapli sv. Kateřiny především portréty Karla IV., jeho manželek, dále tři takzvané Ostatkové scény, v nichž Karel IV. 1) Přijímá trn z Kristovy trnové koruny a relikvii z Dřeva sv. Kříže od francouzského dauphina. 2) přijímá relikvie od kyperského krále Petra I. z Lusignanu (?) nebo od krále Roberta I. z Anjou; 3) Vkládá relikvii z Dřeva Kristova kříže do svého zlatého oltářního kříže. Většina jeho prací byla zničena.
Někdy bývá ztotožňován s anonymním "Mistrem lucemburského rodokmene", který na Karlštejně vytvořil 64 imaginárních nástěnných portrétů členů lucemburského rodu od biblického Cháma až po Karla IV. Tyto obrazy se dochovaly jen v kolorovaných kresbách ze 16. století v tzv. Heidelberském kodexu (Codex Heidelbergensis), jejich styl tedy nelze přesně určit.

## Význam
Mikuláš Wurmser byl významným malířem vrcholné české gotiky. Podílel se na formování tzv. měkkého slohu, který dovršil Mistr Theodorik a přispěl k významu české české gotické malby v evropském kontextu a k šíření jejího vlivu na následující generace (např. Mistr Třeboňského oltáře i do sousedních zemí.